# Barki Saria
Barki Saria är en ort i Indien.   Den ligger i distriktet Girīdīh och delstaten Jharkhand, i den östra delen av landet, 1 000 km sydost om huvudstaden New Delhi. Barki Saria ligger 334 meter över havet och antalet invånare är 24 134.
Terrängen runt Barki Saria är platt. Runt Barki Saria är det tätbefolkat, med 459 invånare per kvadratkilometer. Barki Saria är det största samhället i trakten. Trakten runt Barki Saria består till största delen av jordbruksmark.